# Pseudomonacanthus peroni
Pseudomonacanthus peroni és una espècie de peix de la família dels monacàntids i de l'ordre dels tetraodontiformes.

## Morfologia
- Els mascles poden assolir 35 cm de longitud total.[5][6]

## Hàbitat
És un peix marí, de clima tropical i associat als esculls de corall.

## Distribució geogràfica
Es troba a Austràlia, Indonèsia i Papua Nova Guinea.

## Observacions
És inofensiu per als humans.